# MSS (モデラーズ・スピリット・シリーズ)
MSS（モデラーズ・スピリット・シリーズ、MODELERS SPIRIT SERIES）は、トミーテックが展開するプラモデルシリーズ。

## 特徴
タカラトミーの玩具シリーズゾイド関連商品として子会社トミーテックが2013年に発売。モーターやゼンマイを用いた駆動モデルではなく、手動のフル可動キット。タカラトミーより発売されていたキット（1/72スケール）の約半分である1/144スケールにダウンしている。また、彩色済みパーツや印刷済みパーツも一部含まれており、初心者にも組みやすいような配慮がなされていた。2014年3月、ゾイド生誕30周年の終了を理由に第一期シリーズの終了が告知されており（商品化告知済みのサラマンダーなどは発売休止）、MSSゾイドシリーズは事実上終了した。
2015年以降は、「もうひとつ作りたくなるプラモデル」と銘打った1/35スケールの自動車プラモデルシリーズ（同社ラインナップの表記は「MSSシリーズ」）として展開している。

## MSSゾイド
旧シリーズ（中央大陸戦争）のナンバーとヘリック共和国、ゼネバス帝国の機体が登場。

### ヘリック共和国
- RPZ-03 シールドライガー
- RMZ-11 ゴドス
- RPZ-07 シールドライガーMK-II
- RHI-3 コマンドウルフ

### ゼネバス帝国
- EMZ-26 ハンマーロック
- EPZ-003 サーベルタイガー
- EMZ-19 シンカー
- EPZ-003 グレートサーベル

### ワールドアイテム
上記のMSSゾイドとの組み合わせが想定された、別売りのジオラマセット。
- MSSMD001 ゾイドジオラマベース格納庫
- MSSMD002 ゾイドジオラマベース整備場

## MSSシリーズ（1/35自動車）
- MC-001 MC-001 日産セドリックバン 陸上自衛隊業務車1号
- MC-002 日産セドリック/グロリア ワゴンDX
- MC-003 セドリック/グロリア パトカー
- MC-004 セドリック/グロリア スタンダード
- MC-005 セドリック/グロリア SGL-LTD
- MC-006 セドリック航空自衛隊
- MC-008 スズキ キャリイ
- MC-009 マツダスクラム カープショッピングトラック